# Tirà de Cassin
El tirà de Cassin (Tyrannus vociferans) és una espècie d'ocell de la família dels tirànids, que es distribueix per la part nord de Mèxic, i mitja part dels Estats Units.